# Juan Leiva (Leichtathlet)
Juan Leiva (Juan Antonio Leiva; * 17. Juli 1932 in Maracaibo; † 16. Juni 1983 in Valencia) war ein venezolanischer Sprinter und Hürdenläufer.
Bei den Olympischen Spielen 1952 in Helsinki schied er über 100 und 200 Meter im Vorlauf aus.
1954 gewann er bei den Zentralamerika- und Karibikspielen Silber über 400 Meter Hürden und bei den Südamerikameisterschaften in São Paulo Bronze über 110 Meter Hürden.
1955 gewann er bei den Panamerikanischen Spielen in Mexiko-Stadt Silber in der 4-mal-100-Meter-Staffel und Bronze in der 4-mal-400-Meter-Staffel. Über 400 Meter Hürden wurde er Fünfter.
Seine persönliche Bestzeit über 100 Meter von 10,6 s stellte er am 12. April 1953 in La Concepción auf.